# Sallneck
Sallneck is een plaats en voormalige gemeente in de Duitse deelstaat Baden-Württemberg en maakt deel uit van de gemeente Kleines Wiesental in het district Lörrach.
Sallneck telt 356 inwoners.
Bürchau · Elbenschwand · Neuenweg · Raich · Sallneck · Tegernau · Wies · Wieslet